# Lovoa trichilioides
Espèce
Synonymes
- Lovoa brownii Sprague[2]
- Lovoa klaineana Pierre ex Sprague[1]

Statut de conservation UICN

 LC  : Préoccupation mineure
Lovoa trichilioides, aussi appelé dibétou, est une espèce de plantes du genre Lovoa de la famille des Meliaceae. C'est un grand arbre des forêts tropicales d'Afrique connu pour son bois.